# David Ochterlony

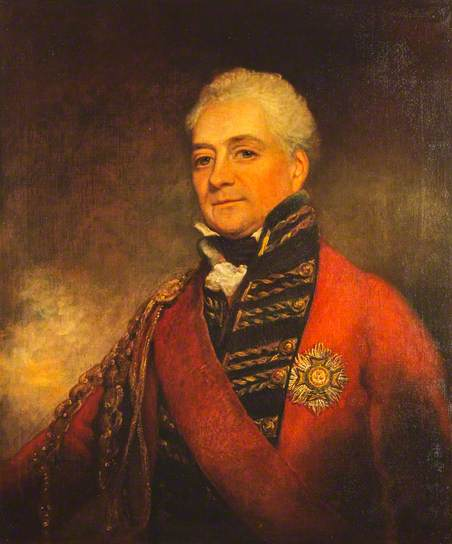
David Ochterlony.

Sir David Ochterlony, född 12 februari 1758 i Boston, Massachusetts, död 15 juli 1825 i Meerut, var en angloindisk militär, 
Ochterlony inträdde 1777 som kadett i Ostindiska kompaniets bengaliska armé och utmärkte sig i andra marattkriget (1802–1804), varunder han som brittisk resident hos stormogulen 1803 tappert försvarade Delhi mot en belägrande maratthär. Han var 1815–1816 befälhavare över den armé, som trots oerhörda terrängsvårigheter framträngde till närheten av Nepals huvudstad Katmandu och framtvang fredsfördraget i Segowlie, vilket än idag reglerar Nepals gräns till Indien. Belönad med att bli adlad, tog Ochterlony 1817 väsentlig andel i bekämpandet av mellersta Indiens rövarskaror (pindaris) och blev 1818 resident i Rajputana. Hans energiska ingripande i tronstriderna i skyddsstaten Bharatpur (1825) ogillades av  generalguvernören lord Amherst, vilket föranledde Ochterlony att ta avsked och uppges ha påskyndat hans död. 